# Raw Sienna
| Recensione              | Giudizio    |
| ----------------------- | ----------- |
| AllMusic                | [ 1 ]       |
| Sputnikmusic            | 3.7 (Great) |
| Dizionario del Pop-Rock | [ 3 ]       |
| 24.000 dischi           | [ 4 ]       |

Raw Sienna è il quinto album discografico dei Savoy Brown, pubblicato dalla casa discografica Decca Records nell'aprile del 1970.

## Tracce
Lato A
1. A Hard Way to Go – 2:17 (Chris Youlden)
2. That Same Feelin' – 3:36 (Kim Simmonds)
3. Master Hare – 4:45 (Kim Simmonds)
4. Needle and Spoon – 3:18 (Chris Youlden)
5. A Little More Wine – 4:51 (Chris Youlden)

Lato B
1. I'm Crying – 4:17 (Chris Youlden)
2. Stay While the Night Is Young – 3:07 (Chris Youlden)
3. Is That So – 7:40 (Kim Simmonds)
4. When I Was a Young Boy – 3:02 (Chris Youlden)

## Musicisti
- Chris Youlden - voce, arrangiamenti
- Chris Youlden - pianoforte (brani: Needle and Spoon, I'm Crying e When I Was a Young Boy)
- Kim Simmonds - chitarra solista, arrangiamenti
- Kim Simmonds - pianoforte (brani: That Same Feelin' e Master Hare)
- Lonesome Dave Peverett - chitarra ritmica, chitarra acustica
- Lonesome Dave Peverett - chitarra bottleneck (brano: A Little More Wine)
- Tone Stevens - basso
- Roger Earl - batteria, percussioni

Note aggiuntive
- Kim Simmonds e Chris Youlden - produttori
- Terry Noonan - arrangiamento bassi e strumenti a corda
- Registrazioni effettuate al Recorded Sound Studio, Ltd. di Londra (Inghilterra)
- Paul Tregurtha - ingegnere delle registrazioni
- Malcolm Addey - ingegnere del mixaggio
- Mixaggio effettuato al Bell Sound Studios di New York (Stati Uniti)
- Ignatz - design copertina, liner design e art work[7]